# Старые Санжары
Старые Санжары (укр. Старі Санжари) — село, Старосанжарский сельский совет, Новосанжарский район, Полтавская область, Украина.
Код КОАТУУ — 5323485001. Население по переписи 2001 года составляло 1283 человека.
Является административным центром Старосанжарского сельского совета, в который не входят другие населённые пункты.

## Географическое положение
Село Старые Санжары находится на правом берегу реки Ворскла, ниже по течению на расстоянии в 2 км расположено село Ганжи, на противоположном берегу — село Пристанционное.
Река в этом месте извилистая, образует лиманы, старицы (Старая Ворскла) и заболоченные озёра.

## История
- 1636 — первое упоминание о Санжарах (впоследствии Старые Санжары)[2].
- 1709 — около села Старые Санжары, на территории крепости (сегодня от неё практически ничего не осталось), шведы создали первый концлагерь для содержания русских солдат, взятых в плен под Веприком[3][4].
- 1946 — село переименовали в Решетники[5].
- 1992 — селу вернули историческое название Старые Санжары[6].

## Экономика
- Молочно-товарная ферма.
- «Ворскла», АФ, ООО.

## Объекты социальной сферы
- ЗЗСО І—ІІІ ст. им. Оксаны Мешко.
- Дом культуры.

## Известные уроженцы
- Деркач, Марина Ефимовна (1907—1987) — Герой Социалистического Труда.
- Рыбас, Тарас Михайлович (1919—1977) — советский писатель.
- Рыбас Юрий Михайлович (1914—1964) — учёный в области электротехники, лауреат Сталинской премии, отец писателя Святослава Рыбаса.
- Середа, Николай Николаевич (1890—1948) — советский певец. Народный артист РСФСР (1947).
- Мешко, Оксана Яковлевна (1905—1991) — советский диссидент, в конце 1970-х годов фактическая руководительница Украинской Хельсинкской группы.

## В культуре
От названия села происходит название народной польки «Санжаровка» (укр. Санжарівка).